# Чапля індійська
Чапля індійська (Ardeola grayii) — вид лелекоподібних птахів родини чаплевих (Ardeidae).

## Поширення
Вид поширений від північної частини Перської затоки на схід через Індію та Шрі-Ланку до М'янми; також населяє Лаккадівські, Мальдівські, Андаманські та Нікобарські острови. Трапляється на відкритих ділянках зі ставками і рисовими полями, на узбережжі.

## Опис
Взимку у дорослих шия коротка, а влітку шия витягується і стає значно довшою. У зрілому віці може досягати 45-50 см заввишки. Спина сіро-коричневого кольору, у гніздовий період стає каштаново-коричневою. За винятком смугастих грудей, нижня частина тіла біла.

## Спосіб життя
Живиться дрібною рибою, земноводними та комахами. Розмножується двічі на рік, а саме з травня по вересень і з листопада по січень. Гніздиться невеликими колоніями, часто разом з іншими видами чапель. Його гніздо зазвичай являє собою платформу з гілок і очерету. Туди самиця відкладає від трьох до п'яти зелено-блакитних яєць.